# 對立教宗狄奧斯哥魯
狄奧斯哥魯（拉丁語：Dioscorus，5世紀—530年10月14日）是6世紀初天主教會一位對立教宗。530年，教宗斐理斯四世去世，臨終時他指定波尼法爵為繼任者。不過，羅馬元老院不承認波尼法爵的正當性；530年9月教宗選舉中，過半數主教投票給狄奧斯哥魯。
儘管在選舉中順利當選為教宗，狄奧斯哥魯僅僅三週後就去世了。於是斐理斯四世原定的繼任者波尼法爵成為了下一任教宗波尼法爵二世，而狄奧斯哥魯就此成為對立教宗。